# Episodi di Tutto può succedere (prima stagione)
La prima stagione della serie televisiva italiana Tutto può succedere è andata in onda in prima serata su Rai 1 dal 27 dicembre 2015 al 13 marzo 2016.
| nº | Episodio            | Prima TV         | Ascolti   | Share  |
| -- | ------------------- | ---------------- | --------- | ------ |
| 1  | Prima puntata       | 27 dicembre 2015 | 3 704 000 | 14,99% |
| 2  | Seconda puntata     | 29 dicembre 2015 | 3 788 000 | 15,81% |
| 3  | Terza puntata       | 3 gennaio 2016   | 3 568 000 | 14,05% |
| 4  | Quarta puntata      | 10 gennaio 2016  | 3 822 000 | 14,76% |
| 5  | Quinta puntata      | 17 gennaio 2016  | 3 986 000 | 15,36% |
| 6  | Sesta puntata       | 24 gennaio 2016  | 3 642 000 | 14,07% |
| 7  | Settima puntata     | 31 gennaio 2016  | 3 723 000 | 14,99% |
| 8  | Ottava puntata      | 7 febbraio 2016  | 3 975 000 | 16,25% |
| 9  | Nona puntata        | 14 febbraio 2016 | 3 940 000 | 16,59% |
| 10 | Decima puntata      | 21 febbraio 2016 | 4 069 000 | 16,91% |
| 11 | Undicesima puntata  | 28 febbraio 2016 | 4 001 000 | 15,74% |
| 12 | Dodicesima puntata  | 6 marzo 2016     | 4 291 000 | 17,43% |
| 13 | Tredicesima puntata | 13 marzo 2016    | 4 066 000 | 16,71% |

## Prima puntata
Sara Ferraro, madre single degli adolescenti Ambra e Denis, dopo aver divorziato dal marito Elia, lascia Genova per tornare a vivere presso la casa dei suoi genitori, Ettore e Emma, a Roma, dove ritroverà la sorella Giulia, avvocato di successo sposata con Luca e madre di una bambina di 5 anni di nome Matilde, e i fratelli Alessandro e Carlo. Alessandro è sposato con Cristina ed ha due figli, Federica e Max, di cui si sospetta che abbia la sindrome di Asperger, mentre Carlo è l'immaturo della famiglia, che rifiuta di costruirsi una relazione sentimentale stabile, fidanzato con Valentina. La vita di Carlo viene sconvolta quando la sua ex Feven si presenta con suo figlio Robel, un bambino di cinque anni di cui ignorava l'esistenza. Alessandro e Cristina, dopo averlo fatto visitare, hanno la conferma che il figlio Max soffre della sindrome di Asperger. I due dovranno affrontare anche le problematicità dell'altra figlia Federica, che confessa di aver fatto uso di erba con i suoi amici (fatto del quale era stata ingiustamente incolpata Ambra). Nel frattempo Sara è in cerca di un lavoro, ma, anche se il colloquio che riesce ad ottenere grazie alla raccomandazione del fratello Alessandro sembra essere andato bene, alla fine non verrà assunta perché non ha curriculum; nel frattempo suo figlio Denis soffre la mancanza del padre e Ambra è arrabbiata perché vuole essere inserita nella sezione della nuova scuola in cui era capitata per errore e non in quella che le è stata assegnata; Sara, parlando con il preside, riuscirà a farle cambiare sezione. Carlo tiene ancora all'oscuro Valentina dell'esistenza del figlio, con cui prova a fare conoscenza e costruire un rapporto.

## Seconda puntata
Dopo un episodio di "meltdown" (cioè una manifestazione emotiva violenta tipica degli asperger) di Max a scuola, la dirigenza scolastica, determinata a espellerlo, convoca Alessandro e Cristina ammettendo di non riuscire a gestirlo e insistendo sull'opportunità di trasferirlo in una scuola più adatta alla sua speciale personalità. Dopo alcuni colloqui i genitori riescono a farlo ammettere nella migliore, nonché una delle più costose, scuola della città per bambini con problemi simili a quelli di Max. L'altra figlia Federica nel frattempo riesce a vincere un torneo di tennis. Carlo continua a ritagliarsi del tempo da trascorrere con Robel, ma quando arriva la sua fidanzata Valentina non riesce a trovare il coraggio di svelarle la reale identità del piccolo. Giulia, pur non riuscendo a trascorrere molto tempo con la sua famiglia, tenta di insegnare a nuotare alla figlia ma con non molto successo. Sara, dopo la breve avventura amorosa vissuta con il suo ex Sergio, decide di lasciarlo. Dopo aver acconsentito che il padre le comprasse un'auto usata, quest'ultimo le confessa che i rapporti tra lui e sua madre sono diventati complicati. Alessandro e Cristina, controllando la bolletta telefonica, scoprono che la figlia Federica ultimamente ha speso molti soldi telefonando ad un unico numero. Indagando, scoprono che ha una relazione sentimentale con un certo Stefano Privitera. Sara propone sua figlia alla sorella Giulia come babysitter per Matilde (cuginetta di Ambra), ma lei e suo marito, non fidandosi della ragazza, trovano un pretesto per non chiamarla. Tuttavia Sara li convincerà a fidarsi di Ambra, che si dimostrerà un'ottima bambinaia. Denis nel frattempo si scontra con le paternali dello zio Alessandro e del nonno Ettore, che cercano di affrontare un discorso con lui sulla masturbazione. Carlo accetta di passare una giornata intera con Robel, facendolo dormire a casa sua.

## Terza puntata
Denis passa diverse giornate in compagnia con Max, riuscendo finanche a fargli fare progressi nel giocare a calcio. Tuttavia, le fissazioni abitudinarie di Max che voleva per forza mangiare il gelato in uno specifico bar a un certo giorno della settimana e ora, faranno sì che Alessandro e Max daranno buca a Denis che li aspettava sulla spiaggia, rattristendolo (anche se poi si faranno perdonare). Nel frattempo Federica vive il suo primo litigio con Stefano, ma si riappacificheranno presto. Sara conosce il giovane professore di Ambra, Marco Nardini, verso il quale prova fin dal principio una ricambiata attrazione. Carlo, su consiglio della sorella Giulia, chiede a Feven di poter fare un test di paternità. Inizialmente lei ha una reazione contrariata, ma alla fine capirà le ragioni di Giulia e acconsentirà. Intanto Carlo era riuscito a trovare il modo di annunciare l'esistenza del figlio a Valentina, che reagirà negativamente lasciandolo. Alessandro e Cristina fanno la conoscenza di Gabriella, la terapeuta o educatrice di Max, la quale si dimostrerà molto utile, aiutando il bambino a socializzare con nuovi amici e ad assumere comportamenti più corretti nella vita di tutti i giorni. Sara è sempre più attratta dall'insegnante della figlia, Marco Nardini, che le chiede di uscire con lui. Carlo rivela ai suoi genitori l'esistenza di Robel, mentre Luca confessa alla moglie Giulia di aver ricevuto delle avances da parte di Rachele.

## Quarta puntata
Alessandro è stressato per il lavoro e per i problemi in famiglia, accusando un malore; per precauzione viene portato dal fratello Carlo in ospedale ma gli viene detto che è stato solo un attacco di panico dovuto allo stress e che deve rilassarsi, quindi si concede un po' di surf. Sara è intenzionata ad iniziare una relazione seria con il professor Nardini, ma quando lo rivelerà alla figlia Ambra scoprirà che quest'ultima aveva sviluppato una cotta per lui, decidendo perciò di troncare i rapporti per il bene della figlia. Carlo, mentre porta Robel al parco, conosce un'attraente madre single e decide di usare suo figlio per rimorchiarla, anche se poi si sente in colpa e tronca la relazione. Ettore porta Alessandro in una gita fuori città, al fine di presentargli un potenziale investimento immobiliare. Arrivati sul posto, gli confesserà di essere già proprietario del casale, rivelatosi un cattivo investimento, che lo ha trascinato sull'orlo di una grave crisi finanziaria, arrivando a ipotecare la casa. Sara scopre che l'ex ragazzo di Ambra, Dino, è ritornato da lei, quindi, temendo che il giovane possa essere una "cattiva compagnia", mette in guardia la figlia esortandola a non distogliere l'attenzione dagli studi e dal suo futuro; alla fine Ambra decide di non fuggire più a Berlino con Dino ponendo definitivamente fine alla loro relazione. Carlo aiuta Feven a organizzare la festa di compleanno di Robel, alla quale si presentano entrambe le rispettive famiglie. Quella di Feven prova una forte ostilità per Carlo, in quanto lei in origine aveva raccontato di esser stata abbandonata dal ragazzo che l'aveva messa incinta; ma quando racconterà la verità le due famiglie si riappacificheranno. Dopo aver scoperto che Matilde è ossessionata da una palla di elastici, Giulia teme che anche sua figlia possa avere la sindrome di Asperger; ma, quando la farà visitare dal dottore che segue Max, scoprirà che in realtà ha un'intelligenza sopra la media.

## Quinta puntata
Cristina viene chiamata a Milano nello studio di architettura di una vecchia amica; così Alessandro dovrà badare da solo ai figli Max e Federica, tentando anche di aiutare il nipote Denis, bisognoso di consigli per una festa di compleanno anche perché vorrebbe dichiararsi a una compagna di scuola di cui è innamorato. Cristina rifiuta di lavorare a Milano tre giorni alla settimana per evitare di allontanarsi troppo a lungo dalla sua famiglia. Nel frattempo Feven e Carlo tentano di ricostruire una relazione sentimentale, cercando di tenerne all'oscuro il figlio Robel. Matilde rompe un vaso ma nega di essere stata lei inventandosi una scusa fantasiosa, e Giulia rifiuta di spazzare via i cocci finché la figlia non ammetterà la verità e non spazzerà lei stessa (con l'aiuto dei genitori). Alessandro si rassegna a dover frequentare famiglie che condividono le stesse difficoltà, segnatamente i Rovati che hanno anch'essi un figlio affetto da sindrome di Asperger. Giulia decide di iscrivere la figlia a una scuola di musica ma Matilde inizialmente non si trova a suo agio perché le canzoni insegnate sono troppo infantili per lei che è avanti per quoziente intellettivo rispetto ai suoi coetanei. Federica, stanca delle pressioni di Stefano per copulare, decide di sospendere la loro relazione. Nei giorni immediatamente successivi, però, Stefano ci prova con Ambra, con cui troverà un'intesa molto forte, tanto che i due finiranno per andare a letto insieme. Sara, notando tra gli oggetti in vendita in un negozio dei trofei vinti dal padre, si insospettisce e, parlandone con il fratello Alessandro, scopre dell'ipoteca sulla casa. Insieme ai fratelli decide quindi di organizzare una cena con i genitori in modo da affrontare insieme il problema. La madre Emma però non ne era ancora a conoscenza e si sentirà quindi nuovamente tradita da Ettore, che in passato, come lei confessa a Sara, ha avuto una relazione con un'altra donna.

## Sesta puntata
Ettore si è trasferito da Alessandro, dove incontra delle difficoltà ad ambientarsi nel rigoroso stile di vita della sua famiglia, incentrato sulla condizione di Max. Nel frattempo la moglie Emma non sembra per niente intenzionata a perdonarlo e per distrarsi decide di dedicarsi alla sua passione per il tennis flirtando con un altro uomo; inoltre comunica ai figli che intende buttare tutta la roba vecchia in soffitta, per cui hanno alcuni giorni di tempo per portarla nelle loro case qualora intendano salvarla. Giulia, intanto, prova a risolvere la situazione finanziaria del padre contattando un suo vecchio amico, Tommy, che fa ingelosire Luca. Ambra ha dei dubbi sul proseguire la relazione con Stefano, perché da un lato prova un'effettiva attrazione, ricambiata, per lui e dall'altro si sente in colpa per esserci andata a letto così a ridosso con la rottura tra lui e Federica avvenuta solo alcuni giorni prima, senza dare alla cugina il tempo di ritornare eventualmente sulla sua decisione e rischiando di essere accusata di opportunismo. Nel frattempo Federica con le amiche si libera della roba di Stefano rimasta in camera sua, come a voler voltare pagina. Subito dopo però Ambra, per liberarsi di un peso, le confessa di averci fatto l'amore e, vista la rabbiosa reazione della cugina che si è sentita tradita, successivamente contatta Stefano per dirgli che sarebbe opportuno interrompere la relazione, ma lui non è d'accordo e continua a corteggiarla. Alessandro e Max decidono di partecipare a una gara benefica per supportare le famiglie con bambini affetti da sindrome di Asperger, anche se Max non sa ancora di esserlo. Alessandro si impegna affinché tutta la sua famiglia partecipi ma a causa dei conflitti interpersonali emersi nel frattempo non sarà possibile. Infatti Ettore ed Emma non si sono ancora riappacificati, e nemmeno Federica e Ambra con quest'ultima che viene ricoperta di ingiurie e spintonata dalle amiche della cugina; alla fine, nonostante il clima burrascoso, Ambra decide di continuare la relazione con Stefano, provocando ancora più dispiacere e rabbia in Federica che li ha visti baciarsi. Quanto è accaduto tra le due ragazze viene alla luce delle rispettive famiglie, creando momenti di tensione anche tra Sara e Cristina, che prendono le difese delle rispettive figlie. Nel frattempo Carlo ha scoperto che Feven ha deciso di partecipare a un'audizione all'orchestra sinfonica che potrebbe portarla a Milano, mentre Tommy accetta di aiutare Giulia a risolvere i problemi finanziari del padre ma ci prova anche con lei, avance che però vengono respinte.

## Settima puntata
Federica reagisce alla delusione per il tradimento di Stefano e Ambra tingendosi i capelli, contrariando la madre il cui risentimento nei confronti di Sara si accresce ulteriormente. Nel frattempo Alessandro è pressato dal suo datore di lavoro Giorgio, che gli mette in evidenza come sia troppo preso dagli impegni di famiglia, rischiando così di distrarsi dal suo lavoro, e per dimostrargli il contrario commette una scorrettezza prendendosi il merito di un logo in realtà realizzato dalla sorella Sara. Giulia presenta Tommy al padre, ma quest'ultimo, mostrandosi d'accordo con il genero Luca, rifiuta l'offerta finanziaria nonostante fosse molto vantaggiosa secondo il parere della figlia. Ettore, inoltre, si decide a fare un primo passo verso Emma, chiedendole di ritornare insieme. Feven intanto riceve il risultato dell'audizione, che ha vinto, e viene chiamata a trasferirsi a Milano; Carlo, colto dal timore di non rivedere il figlio, prende in considerazione l'eventualità di seguirli. Stefano annuncia ad Ambra che deve partire per Londra con il padre che deve sottoporsi a delle terapie all'avanguardia per curare la sclerosi multipla. Feven aveva programmato un week-end da trascorrere con il figlio a Roma, ma per impegni di lavoro dovrà rimandare, deludendo così Carlo che attendeva con ansia di ricongiungersi con lei e il figlio ma anche Max che avrebbe voluto ospitare il cugino per una notte. Ettore è tornato a vivere con la moglie Emma, con la quale svolge una terapia di coppia, ma inizialmente, per orgoglio, oppone resistenza alla decisione dei figli di pagargli il mutuo per il casale. Luca e Giulia dovranno affrontare le prime domande su come nascono i bambini da parte della figlia Matilde, discorso che li porterà a considerare la possibilità di provare a fare un altro figlio. Sara inizia a pensare che sia stato un errore trasferirsi a Roma, visto che lei e sua figlia hanno causato solo problemi, e prende in considerazione la possibilità di lasciare la città. Stefano parte per l'Inghilterra, e Ambra lo comunica a Federica, che però non l'ha ancora perdonata e a sua volta la ferisce verbalmente. Ambra nota peraltro che Denis non gioca più a calcio sulla spiaggia con Alessandro e Max, e ne intuisce i motivi. Sara rimprovera la figlia per aver rovinato i rapporti tra le due famiglie, e il giorno dopo Ambra, sentendosi tremendamente in colpa, scappa via da casa facendo preoccupare tutti i parenti, ma alla fine avrà un ripensamento e si farà ritrovare presso una stazione di servizio. Alle sue ricerche si erano unite a Sara, oltre ad Alessandro, anche Cristina e Federica; quest'ultima troverà la forza di perdonare la cugina, rinsaldando così i rapporti tra le due famiglie. Alessandro, sentendosi in colpa per essersi appropriato di un'idea non propria e volendo rimediare, decide di ammettere al suo datore di lavoro che il logo, che era stato molto apprezzato da Giorgio, era in realtà opera della sorella Sara, a cui viene data l'opportunità di svolgere un tirocinio.

## Ottava puntata
Sara inizia il suo tirocinio presso l'azienda di Alessandro, non mancando di mettere in imbarazzo il fratello, parlando della sua vita privata con i colleghi e trascorrendo molto tempo con il capo Giorgio, al quale svela che Max soffre della sindrome di Asperger, contrariando Alessandro. Cristina cerca di consolare la vicina Laura Rovati, che è in crisi con il marito, pretesto con il quale le affida per un giorno suo figlio, che ha la stessa sindrome di Max. Federica decide di fare volontariato in una casa famiglia. Ambra fa amicizia con una compagna di scuola, Giada, con la quale condivide molti interessi, tra cui il canto. Feven ritorna a Roma con Robel, ma presto dovrà partire per gli Stati Uniti, in cui non potrà portare il figlio, che quindi andrà a vivere momentaneamente dalla madre di Feven, dato che la casa galleggiante di Carlo non viene ritenuta sufficientemente sicura. Luca rifiuta un'offerta di lavoro che lo avrebbe portato a Seul per rimanere con la famiglia a Roma. Federica alla casa famiglia fa amicizia con un altro volontario, Lorenzo, il quale la aiuta a verniciare una parete. Cristina decide di mettersi a disposizione di Federica nel caso avesse bisogno di aiuto nel suo lavoro di volontariato, ma la figlia non sembra apprezzare molto questa intromissione. Alessandro nel frattempo cerca di relazionarsi, a fatica, con il figlio Max. Sara, desiderosa di migliorare il suo rapporto con la figlia, porta Ambra e Giada ad un concerto presso un locale esclusivo, dove riuscirà ad imbucarsi grazie ad un collega di lavoro, di professione magazziniere, conosciuto da poco. Carlo tenta di passare quanto più tempo possibile con il figlio, nonostante la freddezza della madre di Feven che non si fida di lui, anche se, dopo averle chiesto le ragioni del suo comportamento e il conseguente chiarimento, i rapporti con la potenziale suocera miglioreranno. Giulia si dimostra molto eccitata all'idea di avere un figlio, ma dovrà affrontare le perplessità di Luca, che ha già sacrificato una buona parte della sua vita restando a casa per accudire Matilde.

## Nona puntata
Cristina scopre da Laura Rovati che l'80% dei matrimoni con un figlio nello spettro autistico finisce con un divorzio, così cerca di trovare del tempo da trascorrere romanticamente con Alessandro ma tra lavoro e famiglia risulta un'impresa improba. Federica sembra provare qualcosa per Lorenzo e riesce a convincerlo a uscire insieme la sera ma poi Lorenzo, ricevendo una telefonata, si rende conto della tarda ora e che doveva già rientrare e, scusandosi, fugge via senza dare ulteriori spiegazioni. Sara accetta di uscire con il magazziniere e prova a dare consigli al figlio Denis su come comportarsi con le ragazze, che si riveleranno però sbagliati in quanto lo porteranno a equivocare gli atteggiamenti di una compagna di scuola. Carlo si dimentica di andare a prendere Robel a scuola e in seguito a tale dimenticanza la madre di Feven impedisce a Carlo di vedere Robel per qualche giorno; nel tentativo di vedere il figlio, Carlo si scontra anche fisicamente, avendo la peggio, con il fratello di Feven che lo accusa di non essere un buon padre e gli intima di stare alla larga da Robel. Alla fine la madre di Feven gli spiega che non ha nulla contro di lui ma vorrebbe che lui e Feven costruissero una relazione stabile, sposandosi e trovando casa. Feven farà ritorno a Roma, annunciando di aver lasciato l'orchestra sinfonica in modo da poter star accanto alla sua famiglia e Carlo le comunica che vuole trovare una casa nuova tutta per loro. Luca, nel frattempo, deve spiegare in cosa consiste il suo lavoro alla classe di Matilde; alla fine, dato che ha la passione per il giardinaggio, mostra ai compagni di scuola della figlia come si fa il giardiniere portandoli nel cortile della scuola con il permesso della maestra. Cristina decide di andare con i Rovati ad un gruppo di sostegno per genitori di bambini con la Sindrome di Asperger e prova a convincere Alessandro ad accompagnarla. Federica è preoccupata perché non vede Lorenzo dal giorno della fuga conseguente alla telefonata, ma alla fine, dopo diversi giorni di assenza, Lorenzo tornerà alla casa famiglia. Carlo e Feven, prendendo in prestito le fedi nuziali di Giulia e Luca, fingono di essere sposati per prendere una casa di proprietà di una congregazione religiosa che accetta di trattare solo con coppie regolarmente sposate ma il piano non riesce, tuttavia alla fine Carlo chiede a Feven di sposarlo per davvero. Ettore ed Emma cercano di ritrovare sintonia, provando ad iscriversi ad un corso di ballo, ma litigheranno perché Ettore preferiva ballare da solo piuttosto che in coppia. Sara comincia a flirtare con il suo datore di lavoro, Giorgio, ma viene interrotta da una chiamata di Ambra, che aveva accompagnato l'amica Giada a una competizione canora sulla spiaggia a cui si erano esibite ma ha bisogno di aiuto perché Giada, delusa per la reazione di Ambra al suo bacio (Giada è lesbica e si è innamorata di Ambra), si è ubriacata e chiusa in una cabina sulla spiaggia. Sara la raggiunge accompagnata da Giorgio, che riuscirà a convincere Giada a uscire dalla cabina; alla fine i due si scambieranno un passionale bacio e accetteranno di iniziare una relazione non importandosene del cliché del datore di lavoro che seduce una sua dipendente.

## Decima puntata
Giorgio assegna un difficile compito ad Alessandro: i conti dell'azienda non stanno andando bene, quindi dovrà licenziare sette persone. Nonostante provi a convincere il suo capo a cercare altre soluzioni, pur con enorme dispiacere visto che li conosce tutti da diverso tempo, è costretto a farlo. Nel frattempo Federica viene evitata o trattata sgarbatamente da Lorenzo che all'inizio non vuole spiegarle perché è scomparso per una settimana, per poi scusarsi e svelarle che in passato era stato un rapinatore e che ora è in libertà vigilata, e che inoltre era stato assente per diversi giorni per decisione sanzionatoria delle autorità competenti per essere rientrato con mezz'ora di ritardo la sera in cui era uscito con lei. Sara racconta alla madre di Giada quanto accaduto il giorno in cui Giada, senza patente (o meglio con il foglio rosa), aveva preso l'auto per accompagnare Ambra alla competizione canora sulla spiaggia. Questo contribuirà a peggiorare i rapporti tra le due ragazze, già compromessi dal fatto che Ambra avesse respinto le avance di Giada. Inoltre la madre di Giada, che non conosce il reale stile di vita di sua figlia, dà la colpa di quanto accaduto ad Ambra, ritenendola una "cattiva compagnia". Luca ricomincia a lavorare, e ciò contrarierà la piccola Matilde che comincerà a rifiutare la sua compagnia ma la madre Giulia le farà capire che il fatto che il padre sia più assente perché ha ripreso a lavorare non vuol dire che non le vuole più bene, anzi è tutto il contrario. Carlo annuncia a tutta la famiglia che Feven ha accettato la proposta di matrimonio, anche se Robel non si è dimostrato molto eccitato dall'evento come sperava il padre. Al parcheggio, Alessandro dà un pugno a una persona che aveva definito "ritardato" Max, scaricando così parte dello stress accumulato tra i problemi di lavoro, del figlio e della sorella. Nel frattempo, Luca e Giulia devono rispondere alle prime domande di Matilde sulla morte, dopo che un uccello catturato da loro era morto. Sara e Giorgio compiono una fuga romantica ma poi l'auto va in panne e riusciranno a tornare solo il giorno dopo con l'aiuto del carro attrezzi, mentre i familiari di Sara non erano riusciti a dormire la notte a causa del suo mancato rientro. Denis sembra essere riuscito a conquistare la compagna di scuola di cui era innamorato, dopo che costei era stata lasciata dal precedente fidanzato. Federica continua a svolgere volontariato alla casa famiglia, finendo per innamorarsi di Lorenzo e per togliersi la tintura ai capelli. Nel frattempo Carlo, dopo alcune resistenze, accetta di affittare la barca sulla quale ha vissuto per anni in vista del suo trasferimento nella nuova casa con Feven e Robel.

## Undicesima puntata
Episodio 21
Una compagna di scuola di Max festeggia il suo compleanno entro pochi giorni, ma non invita Max. Quindi Cristina cerca di convincere la madre della bambina a concedere un'opportunità a Max, invitandola con la figlia a casa sua per vedere come si comportano. Alla fine la compagna di scuola di Max cambierà idea chiedendogli di venire alla festa. Sara, nel frattempo, prova a sfruttare un'amicizia altolocata di Giorgio per far emergere la figlia come cantante, ma Ambra, troppo tesa e dispiaciuta per il fatto che Giada sia diventata fredda con lei, non riuscirà a trovare la forza di cantare in presenza dell'esaminatrice perdendo così una grande occasione. Emma comunica a Ettore che giocherà al torneo di doppio di tennis con Elio, l'uomo con cui l'ha tradito, suscitando una grande gelosia nel marito. Ettore non resiste alla tentazione di andare a conoscere Elio di persona e dirgli di stare alla larga da Emma, deludendo quest'ultima. Matilde si frattura al braccio cadendo dallo scivolo mentre giocava con Robel, e Luca se la prende con Carlo in quanto in quel momento la bambina era sotto la responsabilità di quest'ultimo. Federica e Lorenzo continuano a frequentarsi, mentre Denis è deluso per il comportamento volubile della ragazza di cui è innamorato sentendosi un ripiego.
Episodio 22
Per il giorno di Pasqua, come da tradizione, tutta la famiglia si riunisce a casa di Emma ed Ettore, dove ognuno cerca di fare la sua parte, compresi Giulia e Luca che non riesce a preparare la solita torta per colpa di un pasticcio della figlia Matilde. Per la prima volta partecipano anche Feven e Robel, mentre Sara decide di invitare Giorgio. Tuttavia non sarà una buona idea in quanto Alessandro nutre risentimenti nei suoi confronti in quanto proprio in questo giorno di festa gli ha comunicato di aver venduto la società, cosa che lo porterà ad allontanarsi da Roma e da Sara, che non accetterà di seguirlo a Londra segnando la fine della loro storia. Federica, subito dopo pranzo, raggiunge Lorenzo, mentre il resto della famiglia disputa la tradizionale partita di calcio dei Ferrero. La ragazza di cui si era innamorato Denis tenta di scusarsi per il suo comportamento e gli dice di essere davvero innamorata di lui ma Denis le risponde che non le crede più perché ha già cambiato idea troppe volte. Intanto, con l'occasione della festa, Emma ed Ettore provano a riavvicinarsi.

## Dodicesima puntata
Denis prova a far colpo sui suoi amici portandoli a casa sua per bere della birra, facendo infuriare la madre, che teme che possa diventare alcolista come il padre Elia. Ambra fa pace con Giada accettando di avere una relazione lesbica con lei. Alessandro decide di conoscere Lorenzo, invitandolo a cena. Alessandro e Cristina rimangono impressionati da lui e dalla sua storia, ma capiscono che Federica, ancora sedicenne, è troppo giovane per impegnarsi in una relazione seria con un ventitreenne peraltro con precedenti penali, quindi impongono alla figlia di interrompere la loro relazione. Nel frattempo Feven chiede a Carlo di essere meno permissivo con Robel. Luca e Giulia fanno l'amore nel tentativo di fare un nuovo figlio. Alessandro fa la conoscenza del suo nuovo capo: Roberto Galani, una persona cinica e intrattabile che per tagliare i costi e risanare il bilancio dell'azienda manifesta fin dall'inizio l'intenzione di licenziare i dipendenti ritenuti non sufficientemente produttivi. Sara, sentendosi umiliata dal nuovo capo che l'aveva definita insensibilmente una raccomandata assenteista che sarebbe stata mandata via non appena terminato il tirocinio, si dimette e torna a pensare che sia stato un errore trasferirsi a Roma. Anche Alessandro comincia a temere di poter essere licenziato ma decide di tenere duro quando scopre che le probabilità di trovare lavoro in altre aziende sono molto basse. Poiché Giulia non è ancora incinta Luca si sottopone a un spermiogramma, il cui esito conferma che lui non ha problemi di fertilità. Alla fine, dopo aver temuto di essere lei stessa ad avere problemi di fertilità, Giulia comunicherà felicissima al marito di essere incinta. In seguito a una lite tra Carlo e Feven, Robel comincia a soffrire di mutismo selettivo. Federica, nonostante il divieto imposto dai genitori, continua a vedere segretamente Lorenzo, con cui trascorre una prima serata romantica, riuscita a metà a causa di un problema familiare che costringerà la ragazza a rientrare anzitempo. Nel frattempo Ambra decide di esibirsi in un locale con Giada; pur colta da paure e insicurezze, con l'immancabile supporto della famiglia riesce ad effettuare una buona prestazione.

## Tredicesima puntata
Alessandro e Cristina scoprono che Federica ha mentito e continua a vedere Lorenzo, così decidono di metterla in punizione. La ragazza però non vuole accettare la decisione dei genitori, finendo per chiedere alla nonna di ospitarla per un tempo indefinito mentre Lorenzo invece rispetta la loro decisione: un ex rapinatore ventitreenne è inadatto ad una sedicenne. Sara nel frattempo insiste affinché Ambra e Denis passino del tempo in barca con loro padre il quale però, con il suo comportamento, deluderà di nuovo l'ex moglie e i figli. Robel continua a non parlare e il logopedista esorta i genitori a mostrarsi uniti e affiatati dal momento che il suo mutismo è stato provocato da una loro lite; alla fine, per merito di Matilde, Robel tornerà a parlare. Nel frattempo Giulia perde il bambino. Nel corso della festa in onore di Feven, in procinto di sposarsi con Carlo, Giulia riesce a trovare la forza per svelare alle familiari presenti (Emma, Feven, Cristina e Sara) che era incinta ma ha perso il bambino. Ambra supera brillantemente l'esame di maturità, anche se ha ancora molti dubbi sul suo futuro, mentre il professor Marco Nardini chiede a Sara di uscire di nuovo con lui dal momento che non è più il professore della figlia. Alessandro e Cristina si interrogano sulla scelta fatta nei confronti di Federica, che si è trasferita dai nonni finché i genitori non le consentiranno di vedere Lorenzo, che a sua volta si rifiuta di continuare la sua relazione con lei senza il loro assenso. Mentre Alessandro cambia idea, Cristina rimane fermamente convinta di voler tener lontano i due ragazzi. Non mancano momenti di tensione tra Cristina ed Emma, che appoggia la nipote. Nel frattempo, il capo di Alessandro lo vessa bollando la sua relazione come superficiale e piena di errori e intimandogli di correggerla entro un giorno. Per tutta risposta Alessandro, dopo essersi ubriacato, butta i fogli che doveva correggere nella spazzatura trovandovi un test di gravidanza positivo. Pensando che Lorenzo avesse messo incinta Federica, Alessandro si infuria e corre dalla moglie, che si trovava ancora alla festa in onore di Feven, per dirglielo, ma Cristina chiarisce l'equivoco spiegando che il test di gravidanza era suo e dunque diventerà di nuovo padre, non nonno. Alla notizia che la madre è incinta Federica torna a casa e si riappacifica con i genitori. Intanto Ettore, per rispettare la tradizione di famiglia, porta Max in campeggio per una notte, sottovalutando i problemi del ragazzo, e ritrovandosi quindi ad affrontare una sua crisi, che lo porterà a capire meglio quello che Alessandro e Cristina devono affrontare giorno per giorno; alla fine ai due si aggiungerà la nonna Emma la quale convincerà il nipote a rimanere al campeggio dimostrando di riuscire a gestirlo meglio.